# Fem van Empel
Fem van Empel, född den 3 september 2002 i 's-Hertogenbosch, är en nederländsk tävlingscyklist som är specialist på cykelcross i vilket hon vunnit både världsmästerskapen och europamästerskapen tre säsonger i rad: 2022/2023, 2023/2024 och 2024/2025. Hon blev även totalsegrare i UCI World Cup 2022/2023 och i Trofee veldrijden  2022/2023 och 2023/2024.
Sommartid har van Empel därtill tävlat såväl i mountainbike som på landsväg och grus ("gravel") – och i alla dessa tre discipliner har hon också vunnit mästerskapsmedaljer.
I mars 2025 meddelade van Empel att hon skulle göra uppehåll i tävlandet eftersom prestationskraven blivit för betungande.

## Meriter – cykelcross

### Junior (U19)
2019/2020
3:a vid Nederländska juniormästerskapen
5:a vid Juniorvärldsmästerskapen

### U23
| 2020/2021 U23-Världsmästare 6:a vid U23-europamästerskapen | 2021/2022 3:a vid Världsmästerskapen (U23) 3:a vid U23-europamästerskapen |

### Elit
Världsmästerskapen och de nederländska mästerskapen avgjordes i januari–februari. Europamästerskapen hölls på hösten (november). UCI World Cup, Superprestige och Trofee veldrijden består av deltävlingar spridda under säsongen. UCI:s världsranking anger ställningen vid säsongens slut i mars.
| SäsongTävling             | 2019 2020 | 2020 2021 | 2021 2022 | 2022 2023 | 2023 2024 | 2024 2025 |
| ------------------------- | --------- | --------- | --------- | --------- | --------- | --------- |
| Världsmästerskapen        | Jun.      | U23       | U23       |           |           |           |
| Europamästerskapen        | –         | U23       | U23       |           |           |           |
| Nederländska mästerskapen | Jun.      | X         | 4         |           | –         | –         |
| UCI World Cup             | 90        | 11        | 4         |           | 4         |           |
| Superprestige             | –         | 23        | 11        | –         | 8         | 10        |
| Trofee veldrijden         | 50        | 6         | 15        |           |           | 5         |
| UCI:s världsranking       | 167       | 19        | 4         | 1         | 3         | 2         |

X = Ej avhållen (Nederländska mästerskapen ställdes in 2021 på grund av coronapandemin)     Jun./U23 = Deltog i junior-/U23-klassen.

### Mixed-stafett
2022/2023
 Världsmästare (tillsammans med Tibor Del Grosso, Guus van den Eijnden, Lauren Molengraaf, Leonie Bentveld och Pim Ronhaar)

## Meriter – mountainbike
Klassbeteckningarna anger vilket lopp hon deltog i.
| 2019 3:a i cross country (XCO) vid Nederländska juniormästerskapen 2020 2:a i cross country (XCO) vid Nederländska juniormästerskapen 2021 7:a i cross country (XCO) vid Europamästerskapen 2022 Europamästare i mixed-stafett (XCR) Nederländsk U23-mästare i cross country (XCO) 2:a i cross country (XCO) vid Europamästerskapen | 2020 3:a i cross country eliminator (XCE) vid Världsmästerskapen 2021 2:a i cross country eliminator (XCE) vid Europamästerskapen 2023 10:a i cross country (XCO) vid Europamästerskapen |

## Meriter – landsväg
| 2022 3:a i linjelopp vid Europamästerskapen 2023 6:a totalt i Tour de l'Avenir för U23 Vinnare av poängtävlingen 8:a i linjelopp vid Europamästerskapen | 2023 6:a i Veenendaal–Veenendaal 2024 7:a totalt i Volta a Catalunya 8:a i La Flèche Wallonne |

## Meriter – gravel

### Elit
2023
 Nederländsk mästare
 2:a vid Europamästerskapen